# Congo vivo
Pour plus de détails, voir Fiche technique et Distribution.
Congo vivo est un drame psychologique franco-italien réalisé par Giuseppe Bennati et sorti en 1962.

## Synopsis
En pleine révolution au Congo, un journaliste d'origine italienne tombe amoureux de l'épouse d’un homme d’affaires belge.

## Fiche technique
Sauf indication contraire, les informations mentionnées dans cette section peuvent être confirmées par la base de données cinématographiques IMDb,  présente dans la section « Liens externes ».
- Titre français : Congo vivo ou Congo vivant ou Éruption[1]
- Titre original italien : Congo vivo[2]
- Réalisation : Giuseppe Bennati
- Scenario : Giuseppe Bennati, Lucia Drudi Demby (it), Paolo Levi
- Photographie :	Giuseppe Aquari (it)
- Montage : Franco Fraticelli
- Musique : Piero Piccioni
- Décors : Pasquale Romano
- Société de production : Rotor Film, Orsay Films
- Pays de production :  Italie -  France
- Langue originale : Italien
- Format : Noir et blanc - 1,85:1 - Son mono - 35 mm
- Durée : 98 min (1 h 38[2])
- Genre : Drame psychologique, film politique
- Dates de sortie :
  - France : 13 juillet 1962[1]
  - Italie : 8 novembre 1963

## Distribution
- Gabriele Ferzetti : Roberto Santi
- Jean Seberg : Annette
- Bachir Touré : Abbé
- Frederika Andrew : Eleonora
- Alfredo Santagati : Barrés
- Carla Bizzarri (it) : La femme de Barrés
- Italico Bertolini : Giorgio
- Lynn Gordon : Edna
- Rita Livesi : Une nonne
- Don Powell : Le journaliste américain
- Ferruccio De Ceresa (it) : Le missionnaire